# Ducati Gran Sport "Marianna"
La Ducati Gran Sport, conosciuta anche come Marianna, è una motocicletta sportiva prodotta dalla Ducati tra il 1955 e il 1957.

## Storia

### Il contesto
Dopo l'enorme successo del motore ausiliario "Cucciolo" la Ducati era stata ceduta alla neonata Finmeccanica e, forte del finanziamento pubblico, aveva tentato di inserirsi nei più impegnativi settori delle motoleggere e degli scooter. Tuttavia, il nuovo modello "98" con il motore ad aste e bilancieri e l'avveniristico scooter "Cruiser" si rivelarono due gravi insuccessi commerciali che misero in seria difficoltà l'azienda, causando la sua precauzionale suddivisione in due settori: elettromeccanico e meccanico, ciascuno autonomo rispetto all'altro.
In quegli anni il mercato delle motoleggere era fortemente influenzato dai risultati sportivi ottenuti nelle competizioni motociclistiche di Gran fondo che dimostravano quanto un prodotto possedesse le prestazioni e la robustezza richieste dalla clientela. In Italia le gare di maggior prestigio per il "Gran fondo" erano rappresentate dalle massacranti Milano-Taranto e Motogiro, nelle quali la Ducati aveva raccolto scarsi risultati, pur con un imponente spiegamento di forze.
Per risolvere lo stato di impasse il nuovo responsabile della Ducati Meccanica Giuseppe Montano decise di chiamare in azienda Fabio Taglioni, un giovane ingegnere romagnolo, insegnante all'Istituto tecnico di Imola, che aveva compiuto esperienze alla Ceccato e nel reparto corse Mondial, destinato a diventare il riferimento tecnico della Ducati dei successivi decenni. A lui venne affidato il compito di realizzare un nuovo propulsore per le competizioni di "Gran fondo" le cui soluzioni potessero poi essere trasferite, in tutto o in parte, nella produzione di serie.

## La moto
Assunto il 1º maggio 1954, Taglioni si mise velocemente all'opera, ispirandosi per il comando della distribuzione alla Norton Manx, all'epoca massima espressione di una moto da competizione monocilindrica. Il risultato fu eccellente al primo tentativo, restituendo un motore leggero e compatto, con una razionale collocazione degli elementi e dotato di camera di scoppio emisferica e di una sofisticata distribuzione desmodromica comandata da alberello verticale e coppie coniche. Dopo soli 40 giorni il prototipo del motore iniziò a girare sui banchi di prova.
Grande attenzione fu prestata alla collocazione degli elementi sottoposti ad usura, come le molle-valvole scoperte, allo scopo di renderne possibile e semplice la sostituzione, anche dallo stesso pilota, durante la gara. Il telaio è un solido monotrave in tubi d'acciaio, a culla aperta per favorire il rapido smontaggio del propulsore.
La denominazione "Gran Sport" fu ideata da Taglioni, ma la moto venne subito soprannominata "Marianna" per motivi devozionali, quasi a invocare un intervento soprannaturale per risollevare le sorti dell'azienda. Infatti, la "Gran Sport" era stata "concepita" nell'Anno mariano deciso da Pio XII per il centenario di proclamazione del dogma dell'Immacolata Concezione.

## L'attività sportiva

### Le gare
Il palmarès delle "Gran Sport" vanta un numero sterminato di vittorie in gare ufficiali, principalmente ottenute in Europa e nel Nuovo Mondo. La prima vittoria fu opera di Francesco Villa che in sella alla Gran Sport 100, il 17 aprile 1955, si aggiudicò la tappa Bologna-Trieste del Motogiro, poi conquistato dal compagno di scuderia Leopoldo Tartarini. Tredici anni dopo, il 30 giugno 1968, Renato Tarlazzi conquistò l'ultima vittoria, sul circuito di Treviso, con la Gran Sport 125.
Oltre al Motogiro del 1955, le "Gran Sport" conquistarono:
- 1955
  - Campionato italiano di velocità juniores classe 100 (Francesco Villa)
- 1956
  - Campionato italiano di velocità juniores classe 100 (Franco Farné)
- 1957
- 1958
- 1959
  - Campionato italiano della montagna classe 100 (Gino Carena)
  - Campionato nazionale del Cile di velocità classe 100 (Ricardo Vicuna)

## Le derivate
Dal motore capostipite della "Marianna", di fatto, derivarono tutti i successivi monocilindrici a 4 tempi Ducati, nelle cilindrate 100, 125, 160, 175, 200, 250, 350 e 450, costruiti fino all'uscita di produzione del modello "Scrambler", nel 1976.
Direttamente dalla "Marianna", discendono le moto da competizione "Formula 3 125 e 175", oltre alle "125 Bialbero", che animarono le gare di velocità nelle categorie "Sport" e "Gran Premio", per buona parte degli anni sessanta
All'inizio degli anni cinquanta, in Europa, tifosi e piloti iniziavano ad appassionarsi alle competizioni motociclistiche di gran fondo. In Italia furono organizzati eventi prestigiosi, come la "Gran Fondo", la "Milano-Taranto" e il "Motogiro", a cui vi partecipavano le principali case motociclistiche Italiane, come MV Agusta, Benelli, Laverda, Motom, Mondial e molte altre.
La Ducati era stata venduta da poco al EFIM (I fratelli Ducati la cedettero nel 1948) e si trovava in una difficile situazione economica. Giuseppe Montano, l'allora Presidente della Ducati, assunse l'Ingegnere Italiano Fabio Taglioni, chiedendogli di realizzare una moto da produrre in massa, che però vincesse anche le corse.
Nacque così la Ducati Gran Sport 100, che riuscì a esaudire la richiesta di Montano.
Nello stesso anno, Taglioni riuscì a completare una moto di cilindrata maggiore: la Ducati Gran Sport 125.
Le moto furono di grande successo per il pubblico, grazie anche alle vittorie conseguite nelle gare di gran fondo.
Tutte e due le motociclette furono di grande successo nelle competizioni, riuscendo a vincere in molte gare di gran fondo, per cinque anni consecutivi.
All'interno del Museo Ducati è tuttora presente la Ducati Gran Sport 125 del 1956, utilizzata da Gianni Degli Antoni nello stesso anno.

## Caratteristiche tecniche
Il motore è un monocilindrico da 98 centimetri cubi (per la Marianna 100) e 123 (per la Marianna 125). La Marianna è la prima motocicletta Ducati, a montare valvole con Distribuzione desmodromica. Questo sistema dava alle Marianna un'affidabilità migliore rispetto alle moto di quell'epoca, in quanto venivano usati dei bilancieri al posto delle molle, per richiamare la valvola. Questa caratteristica permetteva al motore di girare a regimi maggiori.